# احمدنبی گوارزاتیلوف
احمدنبی گوارزاتیلوف (متولد ۲۱ نوامبر ۱۹۹۱) کشتی‌گیر آزادکار تیم ملی جمهوری آذربایجان است. وی برنده مدال برنز قهرمانی جهان ۲۰۱۶ بوداپست در وزن ۶۱ کیلوگرم شده‌است.